# Morti nel 2007/Febbraio
| Questa pagina contiene informazioni ricavate automaticamente dalle voci biografiche con l'ausilio del template Bio e di un bot. L'aggiornamento è periodico e automatico e ricostruisce completamente la pagina. Se manca una persona in questa lista, sei pregato di non aggiungerla, ma accertati piuttosto che la sua voce biografica contenga il template Bio e che i dati anagrafici siano correttamente compilati. Se il template Bio manca, inseriscilo tu stesso o, in alternativa, metti l'avviso {{tmp\|Bio}} che ne segnala la mancanza. Se i dati riportati sono sbagliati, correggi direttamente la voce biografica; le modifiche saranno visibili in questa lista entro pochi giorni. Per chiarimenti vedi il progetto biografie. La lista contiene solo le 171 persone che sono citate nell'enciclopedia e per le quali è stato implementato correttamente il template Bio. Pagina aggiornata al 18 ago 2025. |

- 1º febbraio - Cesare Falessi, autore di fantascienza italiano (n. 1930)
- 1º febbraio - Antonio María Javierre Ortas, cardinale e arcivescovo cattolico spagnolo (n. 1921)
- 1º febbraio - Ahmad Abu Laban, imam palestinese (n. 1946)
- 1º febbraio - Gian Carlo Menotti, compositore e librettista italiano (n. 1911)
- 1º febbraio - Carlo Polli, politico italiano (n. 1928)
- 1º febbraio - Adelina Tattilo, editrice, giornalista e produttrice cinematografica italiana (n. 1928)
- 1º febbraio - Antonio Torreano, calciatore italiano (n. 1925)
- 2 febbraio - Gina Borellini, partigiana e politica italiana (n. 1919)
- 2 febbraio - Aldo Brunacci, presbitero italiano (n. 1914)
- 2 febbraio - Ovidio Lari, vescovo cattolico italiano (n. 1919)
- 2 febbraio - Gisèle Pascal, attrice francese (n. 1921)
- 2 febbraio - Filippo Raciti, poliziotto italiano (n. 1967)
- 2 febbraio - Masao Takemoto, ginnasta giapponese (n. 1919)
- 2 febbraio - Eric Von Schmidt, musicista e pittore statunitense (n. 1931)
- 3 febbraio - Stefano Chiarini, giornalista italiano (n. 1951)
- 3 febbraio - Tina DeRosa, scrittrice e poetessa statunitense (n. 1944)
- 3 febbraio - Tony Jacquot, attore francese (n. 1919)
- 3 febbraio - Pietro Landi, calciatore italiano (n. 1926)
- 3 febbraio - Giovan Battista Pellegrini, linguista, glottologo e filologo italiano (n. 1921)
- 4 febbraio - José Carlos Bauer, calciatore e allenatore di calcio brasiliano (n. 1925)
- 4 febbraio - Il'ja Valer'evič Kormil'cev, cantante e chitarrista russo (n. 1959)
- 4 febbraio - Orlando Lagos, fotografo cileno (n. 1913)
- 4 febbraio - Barbara McNair, cantante e attrice statunitense (n. 1934)
- 4 febbraio - Jules Olitski, pittore e scultore statunitense (n. 1922)
- 5 febbraio - Celso Battaia, calciatore italiano (n. 1920)
- 5 febbraio - Olivier Costa de Beauregard, fisico francese (n. 1911)
- 5 febbraio - Ray Corley, cestista statunitense (n. 1928)
- 5 febbraio - Charles Grimes, canottiere statunitense (n. 1935)
- 6 febbraio - Wolfgang Bartels, sciatore alpino e allenatore di sci alpino tedesco (n. 1940)
- 6 febbraio - Nenè Geraci, mafioso italiano (n. 1917)
- 6 febbraio - Gianni Grassi, scrittore e giornalista italiano (n. 1938)
- 6 febbraio - Gérard Herter, attore tedesco (n. 1920)
- 6 febbraio - Thomas G. Rosenmeyer, filologo classico e grecista tedesco (n. 1920)
- 6 febbraio - Kadri Roshi, attore cinematografico albanese (n. 1917)
- 6 febbraio - Willye White, lunghista e velocista statunitense (n. 1939)
- 7 febbraio - Giuseppe Adami, arbitro di calcio italiano (n. 1915)
- 7 febbraio - John Watson Aldridge, scrittore statunitense (n. 1922)
- 7 febbraio - Frankie Laine, cantante statunitense (n. 1913)
- 7 febbraio - Alan G. MacDiarmid, chimico neozelandese (n. 1927)
- 7 febbraio - Fred Mustard Stewart, scrittore statunitense (n. 1932)
- 7 febbraio - Dennis Uphill, calciatore inglese (n. 1931)
- 8 febbraio - Lucio Calonga, calciatore paraguaiano (n. 1939)
- 8 febbraio - Remo Chiosso, autore di giochi italiano (n. 1947)
- 8 febbraio - Adele Faccio, politica e attivista italiana (n. 1920)
- 8 febbraio - Spartaco Marziani, politico italiano (n. 1924)
- 8 febbraio - Matteo Perrini, pedagogista e storico della filosofia italiano (n. 1925)
- 8 febbraio - Anna Nicole Smith, modella e attrice statunitense (n. 1967)
- 8 febbraio - Ian Stevenson, psichiatra canadese (n. 1918)
- 9 febbraio - Maria Baronj, costumista italiana (n. 1916)
- 9 febbraio - Rüdiger Bubner, filosofo tedesco (n. 1941)
- 9 febbraio - Alejandro Finisterre, poeta, inventore e editore spagnolo (n. 1919)
- 9 febbraio - Kamal Mahgoub, sollevatore egiziano (n. 1921)
- 9 febbraio - Gianfranco Monaldi, direttore d'orchestra, compositore e arrangiatore italiano (n. 1930)
- 9 febbraio - Nello Morsellino, giornalista, scrittore e fotografo italiano (n. 1935)
- 9 febbraio - Ian Richardson, attore britannico (n. 1934)
- 9 febbraio - Albert Hermann Traber, imprenditore svizzero (n. 1926)
- 9 febbraio - Leonardo Vecchiet, medico italiano (n. 1933)
- 10 febbraio - Nick Grunzweig, cestista statunitense (n. 1918)
- 10 febbraio - Jeong Da-bin, attrice sudcoreana (n. 1980)
- 10 febbraio - Bruno Ruffo, pilota motociclistico italiano (n. 1920)
- 11 febbraio - Karl-Heinz Hopp, canottiere tedesco (n. 1936)
- 11 febbraio - Ronnie MacGilvray, cestista statunitense (n. 1930)
- 11 febbraio - Dino Sarti, cantante e cabarettista italiano (n. 1936)
- 12 febbraio - Georg Buschner, calciatore e allenatore di calcio tedesco orientale (n. 1925)
- 12 febbraio - Cleto Corrain, antropologo e presbitero italiano (n. 1921)
- 12 febbraio - Ellen Hanley, attrice teatrale statunitense (n. 1926)
- 12 febbraio - Erik Mejlo, calciatore norvegese (n. 1945)
- 12 febbraio - Eli Riva, scultore italiano (n. 1921)
- 12 febbraio - Aldo Visalberghi, pedagogista, politico e partigiano italiano (n. 1919)
- 12 febbraio - Shang Fa Yang, biochimico e botanico taiwanese (n. 1932)
- 12 febbraio - František Štěpán, calciatore cecoslovacco (n. 1920)
- 13 febbraio - Venelin Alaikov, compositore di scacchi bulgaro (n. 1933)
- 13 febbraio - Alfredo Barbini, vetraio italiano (n. 1912)
- 13 febbraio - Mario Borrelli, prete, sociologo e educatore italiano (n. 1922)
- 13 febbraio - Alicia Bruzzo, attrice argentina (n. 1945)
- 13 febbraio - Jay Haley, psicoterapeuta statunitense (n. 1923)
- 13 febbraio - Elizabeth Jolley, scrittrice britannica (n. 1923)
- 13 febbraio - Luigi Memmi, politico italiano (n. 1937)
- 13 febbraio - Bruce Metzger, biblista e traduttore statunitense (n. 1914)
- 13 febbraio - Paolo Pileri, pilota motociclistico e dirigente sportivo italiano (n. 1944)
- 13 febbraio - Johanna Sällström, attrice svedese (n. 1974)
- 14 febbraio - Giorgio Bissoli, calciatore italiano (n. 1941)
- 14 febbraio - Salomon Morel, funzionario polacco (n. 1919)
- 14 febbraio - Richard S. Prather, scrittore statunitense (n. 1921)
- 14 febbraio - Alfredo Rasori, pallavolista italiano (n. 1932)
- 14 febbraio - Emmett Williams, poeta e artista statunitense (n. 1925)
- 15 febbraio - Robert Adler, inventore austriaco (n. 1913)
- 15 febbraio - Enzo Consoli, attore, doppiatore e scrittore italiano (n. 1939)
- 15 febbraio - Walker Edmiston, attore e doppiatore statunitense (n. 1926)
- 15 febbraio - Ray Evans, compositore statunitense (n. 1915)
- 15 febbraio - Raul Moreira, calciatore portoghese (n. 1934)
- 15 febbraio - Danilo Nannini, pasticciere, imprenditore e dirigente sportivo italiano (n. 1921)
- 15 febbraio - Tomasz Tybinkowski, cestista polacco (n. 1948)
- 16 febbraio - Enzo Balocchi, politico italiano (n. 1923)
- 16 febbraio - Josef Klíma, cestista cecoslovacco (n. 1911)
- 16 febbraio - Sergio Marcianò, presbitero, compositore e organista italiano (n. 1922)
- 16 febbraio - Fernando Perdigão, calciatore portoghese (n. 1932)
- 16 febbraio - Alfonso Silva, calciatore spagnolo (n. 1926)
- 16 febbraio - Marcel de Quervain, fisico e chimico svizzero (n. 1915)
- 17 febbraio - Mike Awesome, wrestler statunitense (n. 1965)
- 17 febbraio - Lello Capaldo, naturalista italiano (n. 1925)
- 17 febbraio - Giovanni Carminucci, ginnasta italiano (n. 1939)
- 17 febbraio - Jean Duvignaud, scrittore, drammaturgo e sociologo francese (n. 1921)
- 17 febbraio - Aniello Gentile, glottologo e storico italiano (n. 1920)
- 17 febbraio - Jurga Ivanauskaitė, scrittrice lituana (n. 1961)
- 17 febbraio - Michele Massa, regista e sceneggiatore italiano (n. 1929)
- 17 febbraio - Ricardo Munguía Padilla, calciatore messicano (n. 1945)
- 17 febbraio - Maurice Papon, funzionario e politico francese (n. 1910)
- 17 febbraio - Natale Rea, pugile e allenatore di pugilato italiano (n. 1917)
- 18 febbraio - Danny Finn, cestista statunitense (n. 1928)
- 18 febbraio - Félix Lévitan, giornalista francese (n. 1911)
- 18 febbraio - Rino Mordacci, scultore e pittore italiano (n. 1912)
- 18 febbraio - Galina Pugachenkova, archeologa e storica dell'arte sovietica (n. 1915)
- 18 febbraio - Frank M. Snowden Jr., storico, latinista e grecista statunitense (n. 1911)
- 18 febbraio - Juan Vicéns, cestista portoricano (n. 1934)
- 19 febbraio - Mahala Ashley Dickerson, avvocatessa e attivista statunitense (n. 1912)
- 19 febbraio - Paolo Bertolani, scrittore e poeta italiano (n. 1931)
- 19 febbraio - Janet Blair, attrice statunitense (n. 1921)
- 19 febbraio - Amedeo De Janni, generale italiano (n. 1915)
- 19 febbraio - Obdulio Diano, calciatore argentino (n. 1919)
- 19 febbraio - Celia Franca, ballerina e coreografa britannica (n. 1921)
- 20 febbraio - Flavio Baroncelli, filosofo italiano (n. 1944)
- 20 febbraio - Frank Albert Cotton, chimico statunitense (n. 1930)
- 20 febbraio - Roger Gabet, calciatore francese (n. 1923)
- 20 febbraio - Giovanni Lamanna, avvocato e politico italiano (n. 1919)
- 20 febbraio - Siegfried Landau, direttore d'orchestra e compositore tedesco (n. 1921)
- 20 febbraio - Amos Mariani, allenatore di calcio e calciatore italiano (n. 1931)
- 20 febbraio - Al'bert Sarkisovič Mkrtčjan, regista sovietico (n. 1926)
- 20 febbraio - Carl-Henning Pedersen, pittore danese (n. 1913)
- 20 febbraio - Ines Poggetto, partigiana, storica e poetessa italiana (n. 1919)
- 20 febbraio - Antonella Russo, italiana (n. 1984)
- 20 febbraio - Richard Tom, sollevatore cinese (n. 1920)
- 20 febbraio - Vincenzo Trimarchi, giurista e politico italiano (n. 1914)
- 20 febbraio - Zahrad, poeta armeno (n. 1924)
- 21 febbraio - Janez Bole, direttore di coro sloveno (n. 1919)
- 21 febbraio - Ignazio Antonio II Hayek, patriarca cattolico siriano (n. 1910)
- 21 febbraio - Arawa Kimura, calciatore giapponese (n. 1931)
- 21 febbraio - Barry Stevens, cestista e allenatore di pallacanestro statunitense (n. 1963)
- 21 febbraio - Al Viola, chitarrista statunitense (n. 1919)
- 22 febbraio - Ferenc Bánki, cestista e allenatore di pallacanestro ungherese (n. 1926)
- 22 febbraio - Lothar-Günther Buchheim, scrittore, pittore e editore tedesco (n. 1918)
- 22 febbraio - Cataldo Grammatico, politico e poeta italiano (n. 1924)
- 22 febbraio - Dennis Johnson, cestista e allenatore di pallacanestro statunitense (n. 1954)
- 22 febbraio - Duško Kondor, docente e attivista bosniaco (n. 1947)
- 22 febbraio - Fons Rademakers, regista e attore olandese (n. 1920)
- 22 febbraio - Ian Wallace, batterista britannico (n. 1946)
- 23 febbraio - Jock Dodds, calciatore scozzese (n. 1915)
- 23 febbraio - Giovanni Ferrara, scrittore, storico e politico italiano (n. 1928)
- 23 febbraio - John Ritchie, calciatore inglese (n. 1941)
- 23 febbraio - Pascal Yoadimnadji, politico ciadiano (n. 1950)
- 24 febbraio - Bruce Bennett, attore e pesista statunitense (n. 1906)
- 24 febbraio - Giovanni Gigliozzi, scrittore, giornalista e regista radiofonico italiano (n. 1919)
- 24 febbraio - Leroy Jenkins, violinista, violista e compositore statunitense (n. 1932)
- 24 febbraio - Bruno Niccoli, politico italiano (n. 1926)
- 25 febbraio - Mark Spoelstra, cantautore e chitarrista statunitense (n. 1940)
- 25 febbraio - Jan Teplý, attore ceco (n. 1931)
- 26 febbraio - Angelo Arcidiacono, schermidore italiano (n. 1955)
- 26 febbraio - Sergio Pacelli, drammaturgo e regista cinematografico italiano (n. 1948)
- 26 febbraio - Odile Redon, storica francese (n. 1936)
- 26 febbraio - Virgil Vaughn, cestista e allenatore di pallacanestro statunitense (n. 1918)
- 27 febbraio - Saka-Acquaye, artista ghanese (n. 1923)
- 27 febbraio - Fred Basolo, chimico statunitense (n. 1920)
- 27 febbraio - Bernd Freytag von Loringhoven, generale tedesco (n. 1914)
- 28 febbraio - Julian Budden, musicologo e critico musicale inglese (n. 1924)
- 28 febbraio - Charles Forte, imprenditore britannico (n. 1908)
- 28 febbraio - Alexander King, imprenditore britannico (n. 1909)
- 28 febbraio - Maria Adelaide di Lussemburgo, principessa lussemburghese (n. 1924)
- 28 febbraio - José Quaglio, attore e regista italiano (n. 1923)
- 28 febbraio - Arthur M. Schlesinger Jr., storico e saggista statunitense (n. 1917)
- 28 febbraio - Billy Thorpe, cantautore australiano (n. 1946)
- 28 febbraio - Giorgio Tosatti, giornalista e opinionista italiano (n. 1937)